# Барле, Анри
Анри Эрман Барле (фр. Henri Hermann Barrelet; 25 сентября 1879, Коломбье, Невшатель — 24 сентября 1964, неизвестно) — французский гребец, чемпион летних Олимпийских игр 1900.
На Играх Барле участвовал только в одиночных соревнованиях. Во всех своих заплывах он был первым, с результатами 6:38,8 в четвертьфинале, 8:23,0 в полуфинале и 7:35,6 в финале.